# الحارث (سيدي أمحمد أومرزوق)
الحارث هي إحدى مشيخات المملكة المغربية، تتبع جغرافيا لإقليم الصويرة وإداريًا لسيدي أمحمد أومرزوق. يقدر عدد سكانها بـ 6088 نسمة حسب الإحصاء الرسمي للسكان والسكنى لسنة 2004.